# Maria Lopes de Freitas
Pour les articles homonymes, voir Lopes et Freitas.
Maria Lopes de Freitas, née en 1997, est une nageuse angolaise.

## Carrière
Maria Lopes de Freitas remporte aux Championnats d'Afrique de natation 2021 à Accra la médaille de bronze sur 4 × 200 mètres nage libre avec Lia Lima, Rafaela Santo et Catarina Sousa, battant le record d'Angola datant de 1999 avec un temps de 9 min 14 s 26; elle est aussi médaillée de bronze sur 4 × 100 mètres quatre nages.